# 快傑シャッフル
『快傑シャッフル』（かいけつシャッフル）は、石川賢による日本の漫画。全3話。原作は高円寺博（永井泰宇）。

## ストーリー
快傑シャッフルは正義の快盗である。悪党組織ブラッド＝チェスから世界を守るため、現代忍術と必殺のトランプカードを操って、今日も戦うのだ。

## サブタイトル
1. すてみのフライング＝ジャック
2. マシンガン＝カードがつうじない
3. 逆転逆転、また逆転!

第1話は『テレビマガジン』（講談社）1976年9月号の第2ふろくに掲載され、第2話は同1976年10月号ふろくに、永井豪の『へんちんポコイダー』と共に掲載。
第3話は、サンワイドコミックス版では「逆点、逆点、また逆点!」となっている（目次、及び第3話タイトルページ）。

## 単行本
- 講談社 - TVマガジンKC版（全1巻）、1・2話を収録。 第1巻の表記があるが続刊はない。
- 朝日ソノラマ - サンワイドコミックス版（全1巻）、全3話を収録。ISBN 4-257-96092-2

## 主要登場人物
快傑シャッフル
ギャングや悪党から現金や金塊、麻薬などを盗み出す正義の快盗。甲賀流忍者の末裔で、鋼鉄などさまざまな材質で作られたトランプを武器にブラッド＝チェスと戦う。普段は正人（まさと。苗字不明）の名前で甲舞流拳法道場を開き、子供たちに空手を教えている。道場の地下にはさまざまな設備を備えた秘密基地が隠されている。シャッフルのコスチュームにはたくさんのトランプカードが仕込まれており、どこからでも取り出すことが出来る。ジェットエンジンを装備したスーパーカー「ワイルド＝カード」号を駆る。
霞の三太夫（かすみのさんだゆう）
正人を「わか（若）」と呼び、付き従う老忍者。
ブラッド＝ファントム
悪党組織ブラッド＝チェスの総司令官。本拠地であるバミューダ海域の要塞化された小島に居を構える。
ミスター＝デス
ブラッド＝チェスの指揮官。表の顔は世界規模の巨大商社ブラック＝ジェル商事の社長。第一話、第二話では額に巨大な宝石のついた長い牙を持つ仮面姿であったが、第三話では眼部のみを覆うアイマスク姿で登場した。第三話では巨漢のボディーガードが付き従う。
ハンドソー＝ジャコブ
ブラッド＝チェスのマーダラー。両手首に鎖でつないだ回転ノコギリを武器にする。シャッフルに破れた際に命を助けられたが、それがブラッド＝ファントムの怒りを買うこととなり、コワルスキーに爆殺処刑される。第一話、第二話に登場。
マッド・ボンバー＝コワルスキー
ブラッド＝チェスのマーダラー。全身を特殊な鎧で覆い、体中に火薬を仕込んだ巨漢。シャッフルを窮地に陥れたが、唯一露出した顔面にマシンガンカードを浴びて死亡する。第二話に登場。
ミスター＝デスのボディーガード
姓名不詳。顔の半面がケロイド状にひきつれた巨漢。窮地に追い込まれたミスター＝デスを逃がすため、命を賭してシャッフルを足止めした。
五十嵐警部（いがらし・けいぶ）
警視庁の敏腕警部。
下葉刑事（したば・けいじ）
五十嵐警部の部下。通称「下っぱ」。
五十嵐早苗（いがらし さなえ）
正人の隣人で、五十嵐警部の娘。甲舞流拳法道場に通い、正人に代わって子供たちを教えることもある。